# Diocesi di Wote
La diocesi di Wote (in latino Dioecesis Votensis) è una sede della Chiesa cattolica in Kenya suffraganea dell'arcidiocesi di Nairobi. Nel 2023 contava 388.946 battezzati su 987.653 abitanti. È retta dal vescovo Paul Kariuki Njiru.

## Territorio
La diocesi comprende il distretto civile di Makueni, nella Provincia Orientale, in Kenya.
Sede vescovile è la città di Wote, dove si trova la cattedrale di San Giuseppe Lavoratore.
Il territorio è suddiviso in 31 parrocchie.

## Storia
La diocesi è stata eretta il 22 luglio 2023 da papa Francesco con la bolla Novae creaturae, ricavandone il territorio dalla diocesi di Machakos.

## Cronotassi dei vescovi
Si omettono i periodi di sede vacante non superiori ai 2 anni o non storicamente accertati.
- Paul Kariuki Njiru, dal 22 luglio 2023
  - Norman King'oo Wambua,[1] dal 28 settembre 2024 (amministratore apostolico sede plena)

## Statistiche
La diocesi nel 2023 su una popolazione di 987.653 persone contava 388.946 battezzati, corrispondenti al 39,4% del totale.
| anno | popolazione | popolazione | popolazione | presbiteri | presbiteri | presbiteri | presbiteri                | diaconi | religiosi | religiosi | parrocchie |
| anno | battezzati  | totale      | %           | numero     | secolari   | regolari   | battezzati per presbitero | diaconi | uomini    | donne     | parrocchie |
| ---- | ----------- | ----------- | ----------- | ---------- | ---------- | ---------- | ------------------------- | ------- | --------- | --------- | ---------- |
| 2023 | 388.946     | 987.653     | 39,4        | 99         | 90         | 9          | 3.928                     | 3       | 21        |           | 31         |